# Allorrhina baeri
Allorrhina baeri är en skalbaggsart som beskrevs av Thierry Bourgoin 1911. Allorrhina baeri ingår i släktet Allorrhina och familjen Cetoniidae. Inga underarter finns listade i Catalogue of Life.